# Московское дело

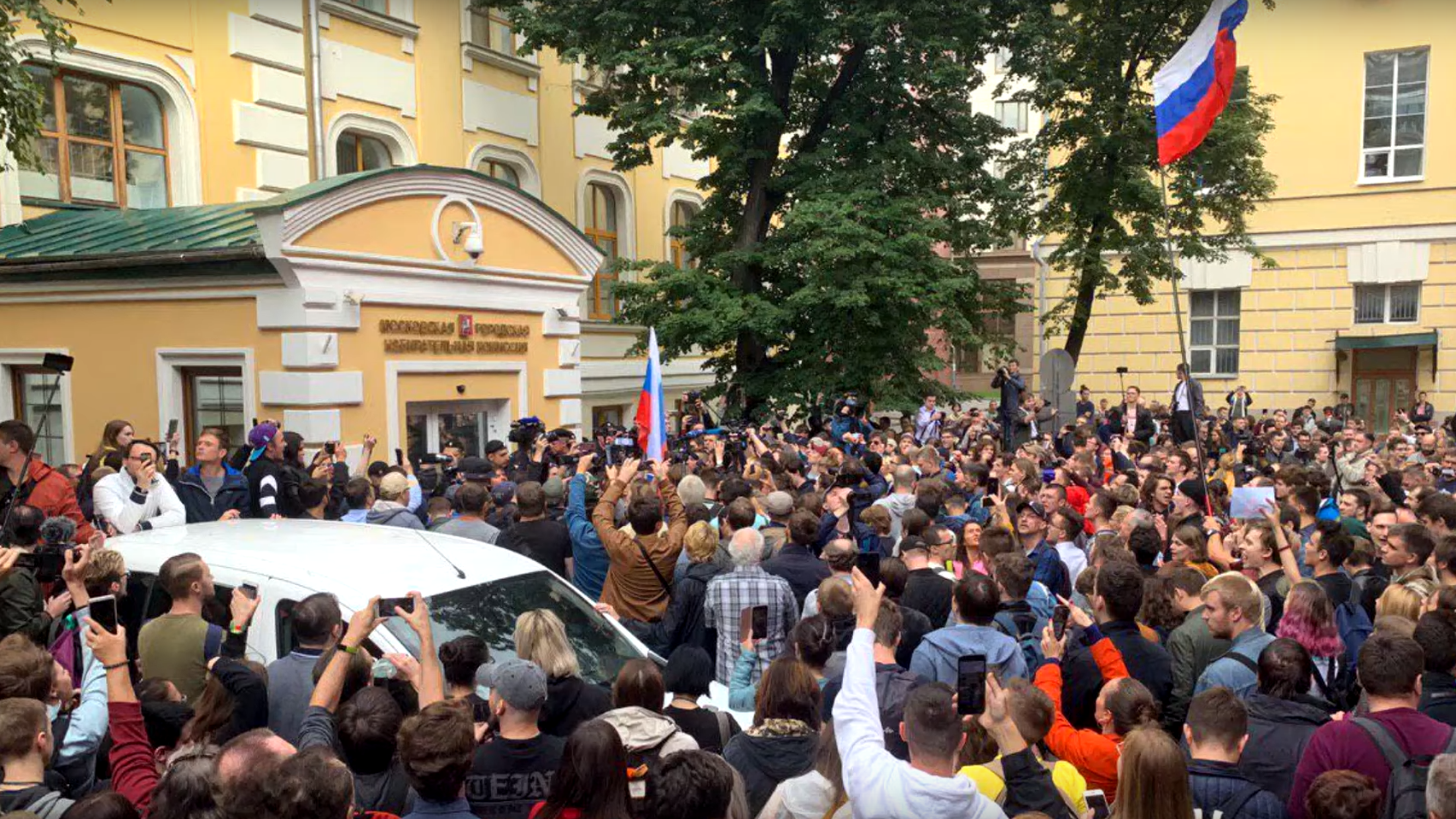
Протестующие перед зданием Мосгоризбиркома 14 июля

«Моско́вское де́ло» (2019) — уголовное дело в России о массовых беспорядках (ст. 212 УК РФ) и случаях насилия в отношении представителей органов правопорядка (ст. 318 УК РФ), которые, по мнению следствия, имели место во время митингов протеста «За честные выборы», проходивших 27 июля 2019 года в центре Москвы.
К этому делу также отнесены несколько других политических уголовных дел:
- в отношении Павла Устинова за акцию 3 августа;
- в отношении Владислава Синицы за твит о детях силовиков;
- в отношении Константина Котова за вменяемые ему неоднократные нарушения правил проведения публичных акций;
- в отношении Егора Жукова и Алексея Вересова за «публичные призывы к осуществлению экстремистской деятельности»;
- в отношении Сергея Половца, Евгения Ерзунова и Михаила Квасова за «угрозы в адрес судьи».

## Предыстория
Летом 2019 года в Москве проходили массовые акции протеста против недопуска на выборы в Мосгордуму независимых кандидатов, среди которых были политики Любовь Соболь, Иван Жданов, Илья Яшин, Дмитрий Гудков, Юлия Галямина и Константин Янкаускас.
14 июля в Новопушкинском сквере состоялась встреча 17 независимых кандидатов с их сторонниками, после которой собравшиеся прошли к мэрии Москвы и зданию Мосгоризбиркома, где собрание перешло в протестную акцию. В процессе было задержано 39 человек, среди которых 5 недопущенных к регистрации независимых кандидатов. Акции в их поддержку продолжались на следующей неделе на Трубной площади каждый вечер.
20 июля на проспекте Сахарова прошёл согласованный митинг с требованием допустить независимых кандидатов на выборы в Мосгордуму. По данным «Белого счётчика», туда пришли более 22 тысяч человек. Через неделю прошла протестная акция с теми же требованиями. Сторонники независимых кандидатов собрались у мэрии Москвы, но Росгвардия вытеснила их в переулки. В тот день на акции МВД насчитали 3500 человек, корреспондент «Ведомостей» — не менее 5000.
На акции 3 августа с требованием допустить независимых кандидатов к выборам в Мосгордуму был задержан 1001 человек. По информации ГУ МВД всего в акции участвовали 1500 человек, по данным независимых наблюдателей — как минимум несколько тысяч.

## Расследование
Уголовное дело из-за массовых беспорядков завели 27 июля 2019 года в отношении Евгения Коваленко, который после броска урны был задержан оперативником Центра «Э», работавшим на мероприятии в штатском. В следующие дни в деле появились другие фигуранты, после чего в отношении каждого из них дела были выделены в отдельное производство.
30 июля на сайте Следственного комитета РФ появилась новость о возбуждении трёх уголовных дел из-за применения насилия к представителям власти и уголовного дела о массовых беспорядках.
Фигуранты появлялись в несколько «волн»: 27 июля — 11 августа, 30 августа — 2 сентября, 14—15 октября, 29 октября.
Изначально в следственную группу Главного следственного управления СК России по городу Москве, занимающуюся расследованием дела о массовых беспорядках, вошло 84 следователя. Группу возглавил Дмитрий Ерёмин, следователь по особо важным делам.
13 августа следственную группу возглавил Рустам Габдулин, который также руководил следствием по «Болотному делу».
22 октября Рустам Габдулин был награждён медалью ордена «За заслуги перед Отечеством» I степени.
29 октября стало известно, что один из полицейских, которые проходили в деле Раджабова как потерпевшие, написал заявление на увольнение ещё до событий 27 июля и отказался считать себя потерпевшим.
Следствие по делу Павла Новикова было проведено в рекордно короткие сроки, за два дня (29 и 30 октября).
7 ноября стало известно, что уголовные дела в отношении Лесных, Мыльникова и Мартинцова объединены в одно дело. Им было предъявлено обвинение в насилии, совершённое группой лиц.

## Эпизод около «Детского мира»
Наибольшее количество обвинений в уголовных преступлениях вызвал эпизод, произошедший около шести вечера 27 июля на углу улицы Рождественка и Театрального проезда (около «Детского мира»). Протестующие, собравшиеся около «Детского мира», не определились, куда идти дальше, некоторые сели на гранитные скамейки клумбы. Неожиданно появились сотрудники Росгвардии и без предупреждения начали избивать сидящих дубинками, повалили на землю пару человек (один из них — Канторович, о которого сломали полицейскую дубинку), пытались задержать и увести в автозаки. Люди, видя действия сотрудников правопорядка, пытались воспрепятствовать задержаниям. Действия людей хорошо видно на видео.
Именно за этот эпизод завели дела на нескольких фигурантов: Коваленко, Костенка, Губайдулина, Баршая, Лесных, Емельянова, Мыльникова, Мартинцова, Меденкова.
На своём последнем слове в Мосгорсуде Коваленко так прокомментировал эти события:
Находясь рядом с эпицентром творимого сотрудниками Росгвардии и полиции беззакония, я был поражён внезапностью и бесчеловечностью по отношению к мирным участникам акции. Я никогда в жизни не видел ничего подобного: мирных безоружных людей били руками и дубинками вне зависимости того, мужчина это или женщина, когда те уже лежали на земле и не могли оказать сопротивления... Являясь непосредственным свидетелем всего этого кошмара, я не мог остаться безучастным. Толчок в бок Терещенко, удержание за бронежилет Салиева были продиктованы желанием помочь хоть одному участнику митинга избежать участи Бориса Канторовича — того самого участника митинга, который находился в паре метров от меня и которому об спину сломали дубинку. Бросок урны в сторону сотрудников тоже был жестом отчаяния, после того, как господин Терещенко нанёс мне удар рукой в область шеи
В обращении Совета по правам человека при президенте России (СПЧ) к руководителям силовых ведомств действия силовиков в ходе этих событий были приведены в качестве первого примера применения специальных средств («палки специальной»), которое выходило за рамки необходимого и нарушало соответствующие нормы законов о полиции и национальной гвардии:
Так, 27 июля 2019 г. на углу Центрального детского магазина, расположенном на пересечении ул. Рождественка и Театрального проезда, имело место применение неустановленным сотрудником специального средства – палки специальной в отношении одновременно нескольких неустановленных лиц, которые находились на предназначенной для отдыха граждан лавочке, не совершали нападения на сотрудников правоохранительных органов и не оказывали им сопротивления. Даже если исходить из того, что данные граждане совершали административное правонарушение, к моменту применения специального средства оно уже было пресечено, а необходимость в его применении отсутствовала (http://vk.com/video-29534144_456247198).

## Фигуранты
К «московскому делу» относятся уголовные дела в отношении 32 человек:
- Дела в отношении 8 человек прекращены (Абаничев, Барабанов, Конон, Костенок, Миняйло, Васильев, Фомин, Половец).
- По состоянию на 14 марта 2022 года 2 человека находятся под следствием, оба — в международном розыске (Губайдулин, Меденков).
- 22 человека осуждены (Беглец, Кирилл Жуков, Коваленко, Подкопаев, Котов, Синица, Устинов, Егор Жуков, Новиков, Чирцов, Емельянов, Лесных, Мартинцов, Мыльников, Малышевский, Ерзунов, Гальперин, Раджабов, Суровцев, Вересов, Баршай, Квасов).

### Сергей Абаничев
25 лет на момент задержания. Работал менеджером коммерческой фирмы.

#### Обвинение
Обвинение ч. 2 ст. 212 УК РФ. По версии следствия, 27 июля Сергей Абаничев бросил жестяную банку в полицейского. Сам Абаничев утверждает, что у него в руках был бумажный стаканчик из-под Кока-колы из «Бургер Кинга», который он выкинул «в сторону от себя наотмашь».

#### Хронология
Сергей проходил свидетелем по делу о «массовых беспорядках». Утром 3 августа, с привлечением бойцов СОБР и взломом входной двери, в квартиру Абаничева проникли сотрудники полиции, следственного комитета и ЦПЭ. У него дома прошёл обыск, в ходе которого ему пришлось вызвать «скорую», к вечеру 3 августа ему предъявили обвинение по ч. 2 ст. 212 УК РФ. Сергей вину не признаёт.
- 5 августа 2019 г. — Пресненский районный суд избрал меру пресечения в виде заключения под стражу, сроком до 27 сентября 2019 г.[20][21].
- 14 августа 2019 г. — Мосгорсуд рассмотрел апелляцию на избрание меры пресечения и оставил в силе решение суда первой инстанции[22][23].
- 3 сентября 2019 г.— Следственный комитет прекратил уголовное преследование и закрыл уголовное дело. Так как в действиях Абаничева отсутствует состав преступления. Однако, по мнению Следкома усматриваются признаки административного правонарушения, соответствующие материалы направлены в органы МВД России[24]. Сергей вышел на свободу.
- 6 декабря 2019 г. — Тверской районный суд арестовал Сергея за участие в несогласованной акции 27 июля (ч. 6.1 ст. 20.2 КоАП). Его освободили от исполнения наказания, засчитав срок нахождения в СИЗО[25].
- 14 января 2020 г. — Мосгорсуд рассмотрел апелляцию по административному делу и оставил в силе решение суда первой инстанции.
- 3 марта 2020 г. — Тверской районный суд рассмотрел гражданское дело по иску Абаничева С. В. к Министерству финансов Российской Федерации о взыскании компенсации морального вреда в сумме 500 000 рублей. Суд, учитывая, что срок нахождения Абаничева С. В. в СИЗО был учтён судом при назначении ему наказания по делу об административном правонарушении, доказательства, полученные в рамках уголовного дела при совершении следственных действий, были положены в основу постановления Тверского районного суда города Москвы от 06.12.2019 г., не нашёл оснований полагать, что Абаничеву С. В. был причинён моральный вред. В связи с чем в удовлетворении иска отказал.
- 27 мая 2020 г. — Сергею Абаничеву были принесены официальные извинения от лица государства. Представитель прокуратуры принёс в суд официальное извинение, в связи с чем было принято решение о прекращении производства по жалобе, поданной в Басманный районный суд в январе 2020 г. адвокатом правозащитной группы «Агора» Светланой Сидоркиной, представляющей интересы Сергея Абаничева.
- 22 октября 2020 г. — Мосгорсуд взыскал в пользу Абаничева 150 000 рублей за незаконное уголовное преследование[26].

### Владислав Барабанов
Левый активист из Нижнего Новгорода. Приезжал в Москву, чтобы поучаствовать в акции 27 июля. Участвовал в акциях против пенсионной реформы, в защиту парков Нижнего Новгорода, в поддержку политзаключённых.

#### Обвинение
По версии следствия, участвовал в «организации направленного движения» протестующих на Петровском бульваре.

#### Хронология
- 29 июля — Люблинский районный суд рассмотрел административное дело по ч. 6.1 ст. 20.2 КоАП РФ и назначил наказание в виде 7 суток ареста[27].
- 3 августа — задержан при выходе из спецприёмника.
- 4 августа — Следственный комитет предъявил обвинение в участии в массовых беспорядках (по ч. 2 ст. 212 УК РФ).
- 5 августа — Пресненский районный суд избрал меру пресечения в виде заключения под стражу[28][21].
- 14 августа — Мосгорсуд рассмотрел апелляцию на избрание меры пресечения и оставил в силе решение суда первой инстанции[23][29].
- 3 сентября — Следственный комитет прекратил уголовное преследование и закрыл уголовное дело. Так как в действиях Барабанова по мнению Следкома усматриваются признаки административного правонарушения, соответствующие материалы направлены в органы МВД России[24]. Владислав вышел на свободу.

### Данил Беглец
Данил Юрьевич Беглец родился в 1992 году (26 лет на момент задержания) в Молдавии, за два года до задержания получил российское гражданство. Житель Мытищ Московской области. Имеет среднее техническое образование. Имеет двоих малолетних детей. Беглец — индивидуальный предприниматель, занимался мебельным бизнесом, его жена после рождения дочери временно не работала.

#### Обвинение
Схватил росгвардейца за руку во время акции 27 июля.
Был задержан на акции 27 июля и доставлен в Тверское ОВД и после беседы с сотрудницей следственного комитета был отпущен. Затем 9 августа был задержан в Мытищах и привезён в Москву.
По утверждению сотрудников СК, Данил находился в розыске по подозрению в применении насилия к силовику. Сам Данил заявил, что не скрывался и повесток в СК не получал.
По версии следствия, Беглец схватил за руку сотрудника силовых структур, которые разгоняли митинг протеста 27 июля в Москве и «причинил ему боль»
Беглец рассказывает, как 9 августа специально поставил будильник, чтобы съездить на работу, а к 11 утра приехать в отдел полиции, куда его вызвали несколькими днями ранее. Приехать в отдел полиции самостоятельно у подсудимого не получилось: в половину восьмого утра к нему в дверь стали стучаться полицейские и просить его выйти — якобы для разговора о соседе.

#### Хронология
- 9 августа — Басманный районный суд избрал меру пресечения — заключение под стражу до 9 октября[31].
- 17 августа — дело было переквалифицировано с ч. 2 ст. 212 УК РФ (участие в массовых беспорядках) на ч. 1 ст. 318 УК РФ(применение насилия в отношении представителя власти). Теперь вместо восьми лет колонии Беглецу грозит пять лет.
- 19 августа — Мосгорсуд рассмотрел апелляцию на избрание меры пресечения[32]. Решение суда первой инстанции осталось в силе.
- 21 августа — Тверской суд продлил срок нахождения под стражей до 20 февраля. В этот же день в отношении Данила рассматривалось дело об административном правонарушении по ч. 6.2 ст. 20.2 КоАП РФ — участие в акции, повлёкшей создание помех движению транспорта, за участие в акции протеста 27 июля, по решению которого Данилу Беглецу был назначен штраф 20 000 рублей[33].
- 26 августа — предварительное заседание в Тверском районном суде[34]. Беглец признал вину и попросил суд рассмотреть его дело в особом порядке (без исследования доказательств).
- 3 сентября — Тверской районный суд (судья Анатолий Беляков) приговорил Беглеца к двум годам колонии общего режима[35]. Данил выплатил потерпевшему 10 тысяч рублей[36].
- 7 октября — Мосгорсуд (судья Елена Иванова) рассмотрел[37] апелляцию и оставил в силе приговор суда первой инстанции[38][39].
- Отбывает наказание в ФКУ ИК-2 УФСИН России по Костромской области.
- 27 марта 2020 года — Второй кассационный суд смягчил приговор и изменил место отбывания наказания на колонию-поселение[40].
- 20 октября 2020 года — Мценский районный суд Орловской области удовлетворил ходатайство Беглеца об условно-досрочном освобождении[41].
- 2 ноября 2020 года — освобождён условно-досрочно из колонии-поселения в Мценске[42].

### Дмитрий Васильев
Васильеву было 43 года на момент задержания. Окончил ВГИК. Ранее он был режиссёром нескольких серий сериала «Улицы разбитых фонарей», на момент задержания работал режиссёром телеканала «Доктор». Болен сахарным диабетом.

#### Обвинение
Васильева арестовали как подозреваемого в участии в массовых беспорядках (ч. 2 ст. 212 УК РФ).

#### Хронология
- 7 августа — Измайловский районный суд оштрафовал Васильева на 20 тысяч рублей по ч. 5 ст. 20.2 КоАП РФ за участие в несанкционированной акции 27 июля[43].
- 9 августа — задержан у себя дома и доставлен в Следственный комитет для проведения следственных действий. После доставлен в ИВС, куда ему не разрешили взять инсулин и глюкометр.
- 10 августа — госпитализирован из ИВС из-за повышения уровня сахара в крови. Находится в реанимации с подозрением на отёк головного мозга[44][45].
- 11 августа — в Басманном суде прошло заседание по выбору меры пресечения, Васильев на нём не присутствовал. Суд постановил вернуть ходатайство об аресте следователю[46][47]. В этот же день Васильев выписан из больницы[48].
- 13 августа — Васильев снова госпитализирован[49].
- 19 августа — статус Васильева изменился с подозреваемого на свидетеля[50][51].
- 2 сентября — Мосгорсуд рассмотрел апелляцию по административному делу и оставил в силе решение суда первой инстанции[52].
- 3 сентября — Следственный комитет прекратил уголовное преследование и закрыл уголовное дело. Так как в действиях Васильева по мнению Следкома усматриваются признаки административного правонарушения, соответствующие материалы направлены в органы МВД России[24].

### Айдар Губайдулин
Айдар Наилевич Губайдулин родился 10 сентября 1993 года (25 лет на момент задержания) в Уфе, в 2011 году поступил в МФТИ и переехал в Долгопрудный. В 2018 году окончил МФТИ. На момент задержания работал программистом. Был прописан в Москве, не женат, детей нет.

#### Обвинение
Один из восьми фигурантов «московского дела», чьё уголовное преследование связано с участием в событиях 27 июля на углу Рождественки и Театрального проезда (у «Детского мира»). По версии следствия бросил пустую пластиковую бутылку в сторону полицейского и росгвардейцев и ни в кого не попал.
27 июля примерно в 14:00 Айдар прибыл на станцию метро «Тверская», потом прошёл к мэрии и некоторое время находился в Столешниковом переулке. После того, как Росгвардия оттеснила людей к Большой Дмитровке и разрезала толпу, пошёл через Трубную площадь к Чистым прудам и Лубянке вместе с другими людьми.
На видео видно, как Губайдулин достаёт из бокового кармана рюкзака пустую пластиковую бутылку, замахивается и кидает её в сторону сотрудников, ни в кого не попадая. Практически сразу после этого он уходит с места происшествия в сторону станции метро Кузнецкий мост.

#### Хронология
8 августа в 23:15 к Айдару в квартиру пришёл следователь и несколько сотрудников полиции для проведения обыска. Практически сразу он позвонил в ОВД-Инфо и сообщил свои данные. Была изъята вся техника (ноутбук, телефон, планшет), после этого обыск носил формальный характер. Примерно через полтора часа Айдара увезли в Главное следственное управление по г. Москве, ещё через 2 часа приехал адвокат от ОВД-Инфо Максим Леонидович Пашков. Айдара задержали в качестве подозреваемого по ч. 2 ст. 212 УК РФ (участие в массовых беспорядках) и доставили в ИВС по СВАО, где он пробыл до 17 августа.
- 9 августа — Басманный районный суд избрал[56] меру пресечения — 2 месяца содержания под стражей до 9 октября[57].
- 17 — 27 августа — находился в карантине в СИЗО-3 «Пресня».
- 21 августа — Московский городской суд рассмотрел[58] апелляцию на избрание меры пресечения и оставил в силе решение суда первой инстанции[59].
- 27 августа — 5 сентября — находился в ИВС по САО. Возбуждено уголовное дело по ч. 3 ст. 30 ч. 1 ст. 318 (покушение на применение насилия к представителю власти, не опасного для жизни и здоровья), проведено следствие, прокурор подписал обвинительное заключение и передал дело в суд.
- 5 — 18 сентября — находился в СИЗО-3.
- 10 сентября — предварительное слушание[60] (закрытое) в Мещанском районном суде. Судья Менделеева.
- 17 сентября — первое открытое заседание[61] в Мещанском суде. Прокурор ознакомил суд с материалами дела и зачитал обвинительное заключение[62].
- 18 сентября — второе заседание суда. Прокурор ходатайствует о возвращении дела в прокуратуру и избрании другой меры пресечения в виде подписки о невыезде. Суд удовлетворил[63] ходатайство прокурора и отразил это в постановлении. Губайдулин освобождён в зале суда.
- 9 октября — адвокат Губайдулина Пашков заявил[64], что Следственный комитет готовит новое обвинение.
- 15 октября — Следственный комитет предъявил новое обвинение — ч. 1 ст. 318 УК РФ (угроза применения насилия к представителю власти).
- 17 октября — Максим Пашков рассказал, что Айдар Губайдулин уехал из России[65][66] из-под подписки о невыезде.
- 21 октября — объявлен в федеральный розыск.
- 23 октября — объявлен в международный розыск[67].
- 30 октября — Басманный районный суд избрал новую меру пресечения — 2 месяца содержания под стражей с момента экстрадиции или задержания на территории РФ[68].
- 8 ноября — в интервью «Новой Газете» Айдар рассказал, что находится в Литве[69].
- 2 декабря — Мосгорсуд рассмотрел апелляцию на постановление об избрании Айдару Губайдулину меры пресечения в виде заключения под стражу на два месяца с момента экстрадиции или задержания на территории РФ и оставил в силе решение суда первой инстанции[70].

### Егор Жуков
Родился 28 июля 1998 года в Москве. Студент, политический активист, блогер. С 2019 года соведущий и обозреватель на радио «Эхо Москвы», корреспондент «Новой газеты».

#### Хронология
Ночью 2 августа к Егору Жукову пришли с обысками, а утром Егора увезли на допрос в Следственный комитет, где было предъявлено обвинение по ч. 1 ст. 212 УК РФ (организация массовых беспорядков, срок — до 15 лет). Во второй половине дня состоялось судебное заседание, где решался вопрос о его аресте. Поручительства за него в суд передали проректор ВШЭ Валерия Касамара, журналистка RT, член СПЧ Екатерина Винокурова. На суде стала известна единственная деталь дела против Егора Жукова — видео из материалов дела, на котором на акции 27 июля некие «указанные лица делают жесты направо». Сам ролик опубликован не был. После ареста Жукова студенты, выпускники и сотрудники ВШЭ опубликовали открытое письмо к руководителям и преподавателям вуза с призывом поддержать его, поручиться за него в суде и «поднять вопрос во всех органах государственной власти об обоснованности возбуждения уголовного дела и привлечения в качестве обвиняемого Егора Жукова, где это уместно». Группа поддержки Егора создала специальные чаты в Telegram, где координировала действия людей для помощи Егору. Адвокатом Жукова выступал Илья Новиков.
- 5 августа сторонники Жукова начали серии одиночных пикетов в поддержку Егора, у здания московского управления МВД на Петровке и около здания ВШЭ на Мясницкой. Четыре человека, которые вышли на Петровку, были задержаны.
- 15 августа состоялось второе судебное заседание, на нём рассматривалась апелляция защиты с просьбой изменить меру пресечения на домашний арест либо подписку о невыезде; суд отклонил жалобу. При этом за Егора поручилось более 600 человек, в том числе известный исполнитель Oxxxymiron, актриса Чулпан Хаматова, политик Любовь Соболь, главный редактор «Эха Москвы» Алексей Венедиктов, зарегистрированный кандидат в Мосгордуму и проректор НИУ ВШЭ Валерия Касамара[76].
- 3 сентября Жукову было предъявлено новое обвинение по ч. 2 ст. 280 УК РФ (экстремистская деятельность в интернете, срок — до 5 лет), позже Следственный комитет закрыл против него дело по статье о «массовых беспорядках». Жукова перевели под домашний арест[77].
- 19 ноября — предварительное слушание в Кунцевском районном суде[78]. Жукову продлили домашний арест на полгода до 5 мая 2020 года[79].
- 2 декабря — Мосгорсуд рассмотрел жалобу защиты на ограничение в сроках ознакомления с материалами дела и оставил в силе постановление суда первой инстанции[80].
- 3 декабря — первое открытое заседание в Кунцевском районном суде[81].
- 4 декабря — второе открытое заседание в Кунцевском районном суде[82]. Последнее слово Егора Жукова на заседании суда опубликовано в прессе[83]. Гособвинение запросило 4 года в колонии[84].
- 6 декабря — Кунцевский районный суд приговорил Жукова к трём годам условно с запретом администрировать интернет-ресурсы в течение двух лет[85].
- В настоящее время радиоведущий на канале «Эхо Москвы» ведёт передачу «Условно Ваш»[86].
- 13 февраля 2020 года Мосгорсуд признал законным условный срок студенту ВШЭ Егору Жукову за призывы к экстремизму, жалоба защиты была отклонена.

### Кирилл Жуков

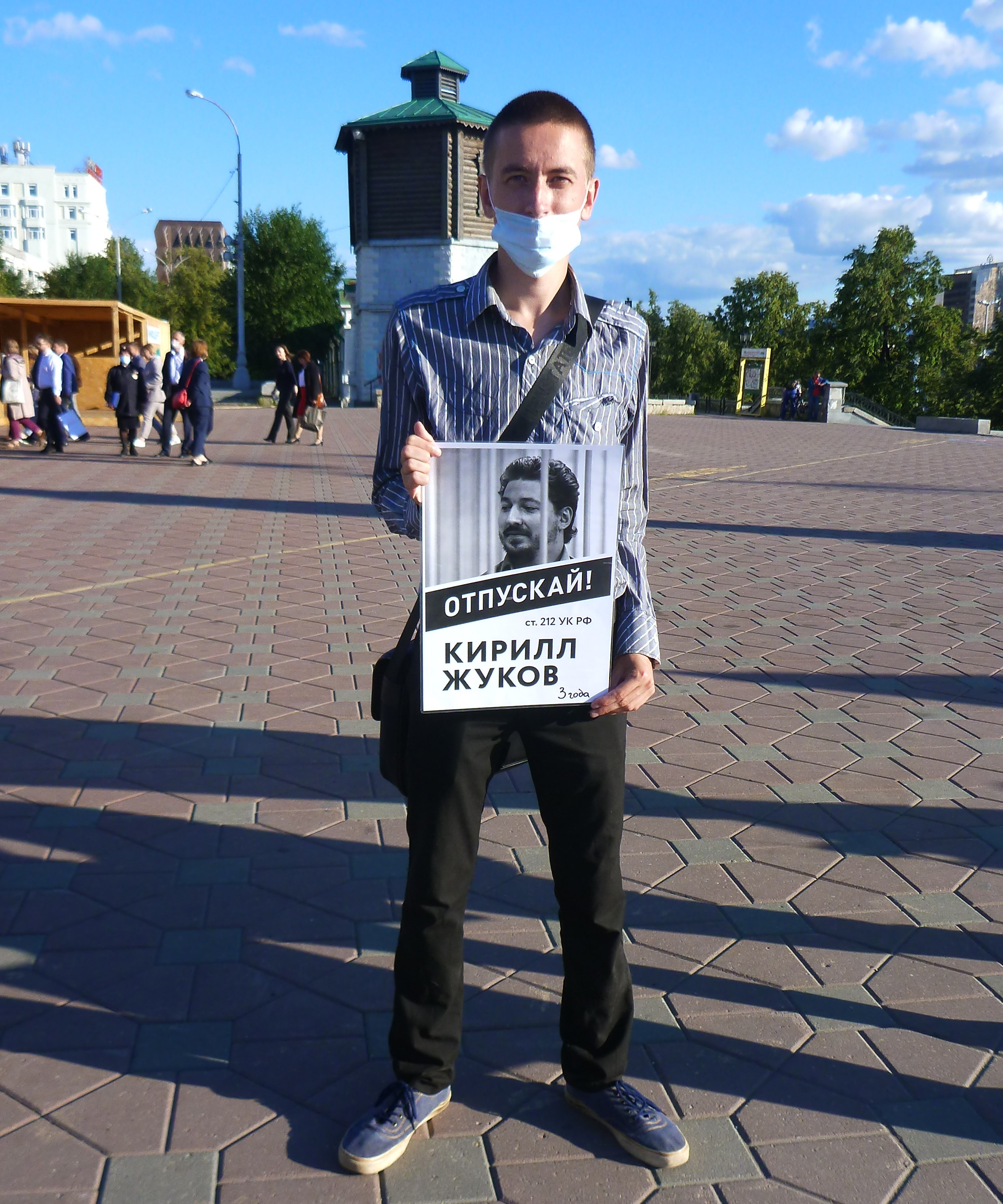
Пикетчик с плакатом за освобождение Кирилла Жукова (с его портретом) в Екатеринбурге, 6 июля 2021 года

28 лет на момент задержания. Образование среднее специальное, холост. Ранее служил в Росгвардии и работал машинистом в московском метро. На момент задержания официально трудоустроен не был.

#### Обвинение
На акции 27 июля в Москве между улицей Тверская и Брюсовым переулком попытался поднять забрало шлема члена росгвардии. Вину не признал.

#### Хронология
- 27 июля — задержание на митинге, составлен административный протокол.
- 29 июля — суд оштрафовал[88] Жукова на 10 тысяч рублей по ч. 6.1 ст. 20.2 КоАП РФ.
- 31 июля — задержание и предъявление обвинения в участии в массовых беспорядках (ч. 2 ст. 212 УК РФ) и применении насилия к представителю власти (ч. 1 ст. 318 УК РФ).
- 2 августа — Пресненский районный суд арестовал Жукова до 27 сентября.
- 17 августа — Следственный комитет предъявил окончательное обвинение. Осталась только ч. 1 ст. 318 УК РФ. Дело направлено в суд.
- 27 августа — предварительное заседание[89] в Тверском районном суде.
- 3 сентября — Тверской районный суд (судья Марина Сизинцева) приговорил Жукова к трём годам лишения свободы с отбыванием наказания в колонии общего режима[36][90].
- 9 октября — Мосгорсуд (судья Елена Лаврова) рассмотрел[91][92] апелляцию и оставил в силе решение суда первой инстанции.
- 22 сентября 2020 года — Второй кассационный суд смягчил приговор до двух с половиной лет в колонии-поселении[93].
- 19 ноября 2021 года — освободился из колонии-поселения в Тверской области, отбыв 2,5 года заключения[94][95].

### Евгений Коваленко
48 лет на момент задержания. Проживал в посёлке Столбовая Чеховского района Московской области, работал в ведомственной охране на железной дороге. Окончил с отличием Институт железнодорожного транспорта им. Дзержинского. Жил с матерью (70 лет).

#### Обвинение
Толкнул полицейского, бросил урну в другого полицейского (часть 1 статьи 318 УК РФ). Стал первым обвиняемым по «московскому делу», задержан сразу после броска урны сотрудником Центра «Э» в гражданском. Он — один из восьми фигурантов «московского дела», чьё уголовное преследование связано с участием в событиях 27 июля на углу Рождественки и Театрального проезда (у «Детского мира»).

#### Хронология
- 27 июля — задержан на митинге.
- 29 июля — Мещанский районный суд избрал[97] меру пресечения в виде заключения под стражу.
- 22 августа — Мосгорсуд рассмотрел[98] апелляцию на избрание меры пресечения и оставил в силе решение суда первой инстанции.
- 26 августа — предварительное судебное заседание[99] в Мещанском районном суде.
- 3 сентября — Мещанский районный суд рассмотрел дело[100] по существу.
- 4 сентября — Мещанский районный суд (судья Олеся Менделеева) огласил приговор — 3,5 года лишения свободы с отбыванием наказания в колонии общего режима. Вину не признал[36].
- 3 октября — Мосгорсуд рассмотрел[101] апелляцию и вернул дело в районный суд из-за нерассмотренной жалобы адвоката[102].
- 17 октября Мосгорсуд (судья Евгения Жигалева) вновь рассмотрел апелляцию и оставил в силе приговор суда первой инстанции[103][104].
- 4 февраля 2021 года — Второй кассационный суд общей юрисдикции сократил срок Коваленко до 3 лет 3 месяцев колонии общего режима[105].
- 16 июня 2021 года — Клинцовский городской суд Брянской области заменил Коваленко неотбытую часть срока исправительным работами, в конце июня решение вступило в законную силу и Евгений вышел на свободу[106].

### Даниил Конон
Конону было 22 года на момент задержания. Окончил кадетскую школу-интернат «Московский казачий кадетский корпус имени Шолохова». На момент задержания учился в МГТУ им. Баумана. Был сборщиком подписей за кандидата в Мосгордуму Ивана Жданова.

#### Обвинение
Обвиняется в участии в массовых беспорядках (ч. 2 ст. 212 УК РФ), вину не признаёт. Конон попал на кадры РЕН-ТВ — якобы он координировал действия протестующих 27 июля.

#### Хронология
- 3 августа — обыск в квартире и задержание.
- 5 августа — Пресненский районный суд избрал меру пресечения в виде заключения под стражу[21][109].
- 15 августа — Мосгорсуд рассмотрел апелляцию на избрание меры пресечения и оставил в силе решение суда первой инстанции[110].
- 3 сентября — Следственный комитет прекратил уголовное преследование и закрыл уголовное дело. Так как в действиях Конона по мнению Следкома усматриваются признаки административного правонарушения, соответствующие материалы направлены в органы МВД России[24].
- 6 декабря — Тверской районный суд арестовал Даниила за участие в несогласованной акции 27 июля (ч. 6.1 ст. 20.2 КоАП). Его освободили от исполнения наказания, засчитав срок нахождения в СИЗО[25].

### Валерий Костенок
Активист «Яблока» с 2017 года, член московского «Молодёжного Яблока». Участвовал в муниципальных выборах в Москве в 2017 году. Был доверенным лицом кандидата в президенты Григория Явлинского в 2018 году и волонтёром в штабе кандидата в депутаты Мосгордумы Кирилла Гончарова в 2019 году. Студент 3 курса факультета стандартизации и метрологии РГУ им. Косыгина.

#### Обвинение
Один из восьми фигурантов «московского дела», чьё уголовное преследование связано с участием в событиях 27 июля на углу Рождественки и Театрального проезда (у «Детского мира»). Кинул две пустых пластиковых бутылки в сотрудников правопорядка. Обвинялся в участии в массовых беспорядках (ч.2 ст.212 УК РФ). Признал вину. 3 сентября 2019 г. уголовное преследование было прекращено.

#### Хронология
- 11 августа — сотрудники Следственного комитета приехали к Валерию домой с обыском[112].
- 12 августа — Басманный районный суд избрал меру пресечения в виде заключения под стражу на 2 месяца[113][114].
- 21 августа — Мосгорсуд рассмотрел апелляцию на избрание меры пресечения и оставил в силе решение суда первой инстанции[115].
- 3 сентября — Следственный комитет прекратил уголовное преследование и закрыл уголовное дело. Так как в действиях Костенка по мнению Следкома усматриваются признаки административного правонарушения, соответствующие материалы направлены в органы МВД России[24].

### Алексей Миняйло
Алексею было 34 года на момент задержания. Он занимался социальным предпринимательством и благотворительным проектом «Полдень» по социализации воспитанников 20 детских домов в шести регионах России. Был волонтёром штаба незарегистрированного кандидата в Мосгордуму Любови Соболь на выборах 2019 года.

#### Обвинение
По версии следствия участвовал в организации массовых беспорядков (ч. 1 ст. 212 УК РФ). Вину не признал.

#### Хронология
- 27 июля — задержан на Трубной площади.
- 2 августа — Пресненский районный суд избрал меру пресечения в виде заключения под стражу до 27 сентября[116][117].
- 15 августа — Мосгорсуд рассмотрел апелляцию на избрание меры пресечения и оставил в силе решение суда первой инстанции[118].
- 26 сентября — Басманный районный суд отклонил ходатайство следствия о продлении содержания под стражей[119][120]. Миняйло освобождён в зале суда. В этот же день Следственный комитет прекратил уголовное дело в отношении Алексея[121].

### Иван Подкопаев
25 лет на момент задержания. Работал техником в библиотеке. Имел среднее специальное образование, служил в армии.

#### Обвинение
Распылил перцовый газ в сторону силовиков. Вину признал, взял особый порядок.

#### Хронология
- 27 июля — задержан на митинге, 2 суток провёл в спецприёмнике
- 29 июля — Мещанский районный суд арестовал Подковаева на 8 суток по ч. 6.1 ст. 20.2 КоАП РФ[123].
- 1 августа — задержан как подозреваемый по уголовному делу о массовых беспорядках (ч. 2 ст. 212 УК РФ).
- 2 августа — Пресненский районный суд арестовал Подкопаева на 2 месяца[124].
- 8 августа — Тверской районный суд назначил Подкопаеву штраф 10 тысяч рублей по ч. 5 ст. 20.2 КоАП РФ[125].
- 14 августа — Мосгорсуд рассмотрел апелляцию на избрание меры пресечения и оставил в силе решение суда первой инстанции[23][126].
- 21 августа — СК предъявил окончательное обвинение — ч. 1 ст. 318 УК РФ.
- 3 сентября — Тверской районный суд (судья Александр Меркулов) рассмотрел дело в особом порядке. Приговор — 3 года лишения свободы с отбыванием наказания в колонии общего режима.[36][127][128]
- 30 сентября — апелляция в Мосгорсуде[129]. Заседание отложено на 2 октября.
- 2 октября — апелляция в Мосгорсуде[130]. Появился второй адвокат, которому нужно время для ознакомления с материалами дела. Заседание отложено на 9 октября.
- 9 октября 2019 года — Мосгорсуд (судья Елена Лаврова) рассмотрел[131][132] апелляцию и смягчил приговор до двух лет лишения свободы с отбыванием наказания в колонии общего режима[133].
- 19 октября 2020 года — Сухиничский районный суд Калужской области отказал Подкопаеву в условно-досрочном освобождении.
- 18 декабря 2020 года — Калужский областной суд удовлетворил апелляционную жалобу об условно-досрочном освобождении[134]. В этот же день Подкопаев вышел на свободу из колонии в городе Сухиничи Калужской области.

### Самариддин Раджабов
Родился 17 апреля 1998 года, 21 год на момент задержания. Не состоял в каких-либо движениях и не считал себя активистом, лишь иногда ходил на митинги. За участие в одном из них был оштрафован в 2018 году на 10 тысяч рублей по ч. 5 ст. 20.2 КоАП РФ. Был волонтёром донорской программы и регулярно сдавал кровь. Хотел пойти учиться на актёра, но в итоге поступил на юридический. Учёбу вскоре бросил, так как специальность ему не понравилась. Пошёл подрабатывать прорабом, занимался ремонтом квартир. В дальнейшем планировал поступать на актёрской факультет. Увлекался рэпом.

#### Обвинение
По версии следствия, Раджабов бросил пустую пластиковую бутылку в росгвардейца. Обвинялся в покушении на применение не опасного для здоровья насилия к силовику (ч. 3 ст. 30 ч. 1 ст. 318 УК РФ). Также ему предъявлено обвинение в участии в массовых беспорядках (ч. 2 ст. 212 УК РФ). Позднее обвинение было изменено на угрозу применения насилия к представителю власти (ч.1 ст.318 УК РФ). Вину не признал.

#### Хронология
- 27 июля был задержан на митинге
- 29 июля — Мещанский районный суд рассмотрел административное дело по ч. 6.1 ст. 20.2 КоАП РФ (участие в несанкционированном митинге) и арестовал Раджабова на 10 суток[137].
- 2 августа — Пресненский районный суд избрал меру пресечения в виде заключения под стражу до 27 сентября[117][138].
- 14 августа — Мосгорсуд рассмотрел апелляцию на избрание меры пресечения и оставил в силе решение суда первой инстанции[23][139].
- 25 сентября — Басманный районный суд продлил Раджабову содержание под стражей до 27 декабря[140][141].
- 16 октября — Мосгорсуд рассмотрел апелляцию на продление меры пресечения и оставил в силе решение суда первой инстанции[142].
- 31 октября — Басманный районный суд ограничил срок ознакомления Раджабова с материалами расследования до 31 октября включительно[143].
- 7 ноября в поддержку Самариддина Раджабова известный рэп-исполнитель Оксимирон записал совместную с Раджабовым песню «Ветер перемен». Голос Самариддина был записан, когда его вели в зал суда[144].
- 19 ноября — судебное заседание в Тверском районном суде[145].
- 27 ноября — судебное заседание в Тверском районном суде[146]. Дело возвращено в прокуратуру для устранения неточностей, Раджабов оставлен под стражей до 27 декабря.
- 23 декабря — Тверской районный суд рассмотрел дело по существу. Прокуратура запросила 3,5 года лишения свободы[147].
- 24 декабря — Тверской районный суд признал Раджабова виновным и назначил штраф 100 тысяч рублей, но освободил от наказания из-за уже отбытого в заключении времени[148].

### Сергей Фомин
36 лет на момент задержания. После окончания университета переехал в Москву. Устроился работать в журнал Bravo менеджером проекта. Затем решил заняться бизнесом и открыл школу английского языка. Хотел получить второе высшее образование в сфере информационных технологий, для чего поступил в университет и 1 сентября у него должны были начаться занятия. Собирал подписи в предвыборном штабе Соболь. После недопуска её и других независимых кандидатов выходил в одиночные пикеты у здания мэрии.

#### Обвинение
Фомин обвиняется в участии в массовых беспорядках (ч. 2 ст. 212 УК РФ). Уголовное преследование началось после размещения нескольких видео на YouTube, на которых был Фомин. На видео также был эпизод, когда Фомин берёт на руки ребёнка и уходит из толпы. Это был ребёнок друзей Фомина, Дмитрия и Ольги Проказовых. После этого прокуратура потребовала лишить Проказовых родительских прав.

#### Хронология
- 31 июля — обыск в квартире родителей и в квартире Сергея. Допрос в качестве свидетеля.
- 5 августа — объявлен в розыск[151].
- 8 августа — добровольно сдался полиции[152][153].
- 9 августа — Басманный районный суд избрал меру пресечения в виде заключения под стражу на 2 месяца[57][154].
- 3 сентября — Басманный районный суд изменил меру пресечения на домашний арест[155][156].
- 30 сентября — Басманный районный суд продлил домашний арест[157].
- 23 октября — Мосгорсуд рассмотрел апелляцию на продление меры пресечения и оставил в силе решение суда первой инстанции[158].
- 6 декабря — Следственный комитет прекратил уголовное преследование Сергея Фомина[159].

В июле 2020 года Тверской суд Москвы частично удовлетворил иск Фомина о компенсации ущерба за незаконное преследование. Ему присудили 250 тысяч рублей.

### Константин Котов

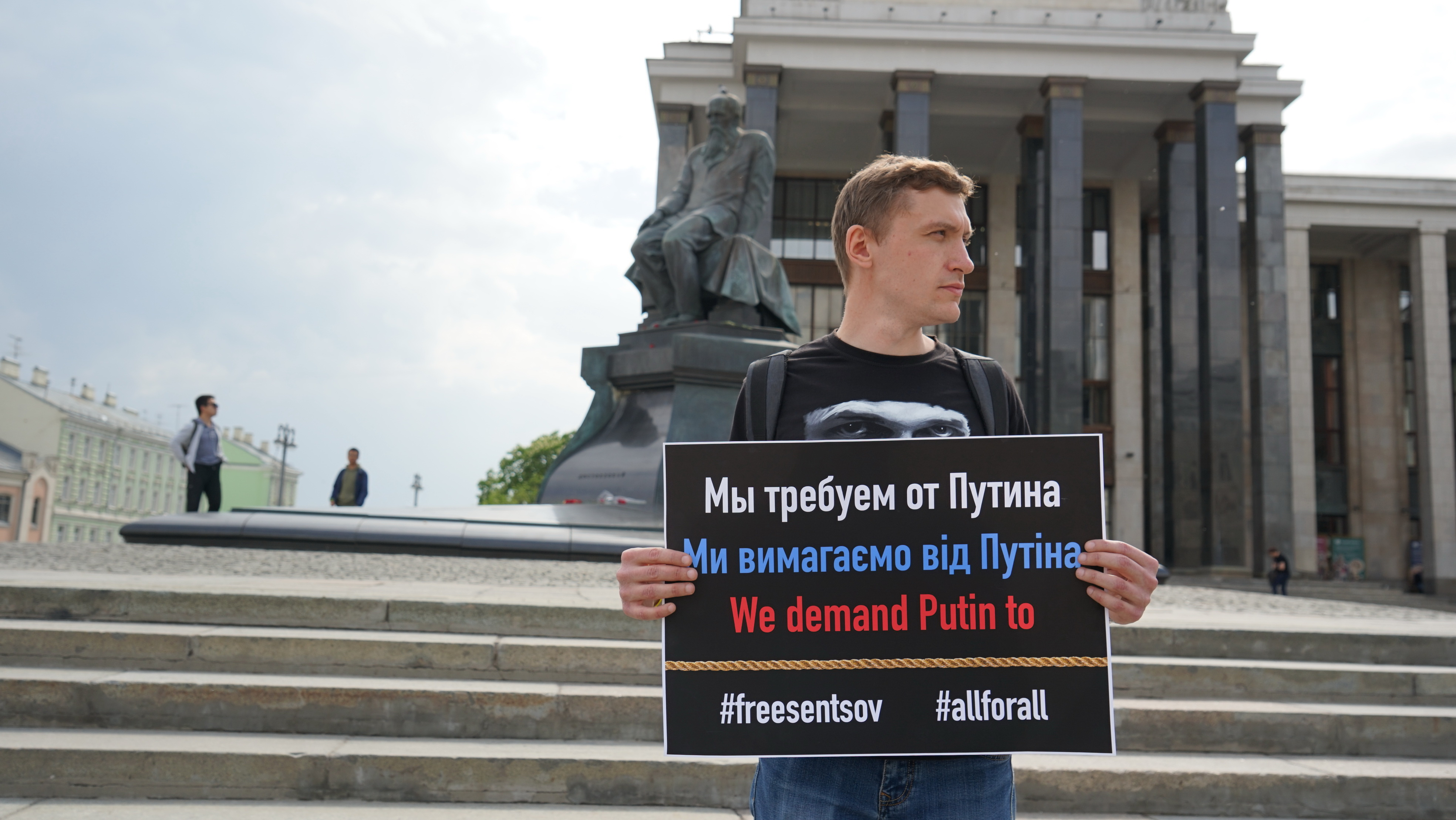
Константин Котов

34 года на момент задержания. Работал программистом в компании DSSL, был администратором телеграм-канала #СтопФСБ. Участвовал в пикетах и шествиях в поддержку Олега Сенцова и других политзаключённых, помогал фигурантам дела «Нового величия» и аспиранту МГУ Азату Мифтахову.

#### Обвинение
Обвинялся в неоднократном нарушении установленного порядка организации либо проведения собрания, митинга, демонстрации, шествия или пикетирования («дадинская» статья 212.1 УК РФ):
1. Акция в поддержку Азата Мифтахова возле МГУ 2 марта 2019 года[162]. 6 марта суд оштрафовал Котова по ч. 5 ст. 20.2 КоАП РФ на 20 тысяч рублей[163].
2. Акция «В защиту нового поколения: против пыток и репрессий» около здания ФСБ 13 мая 2019 года. 15 мая Мещанский суд арестовал Котова на 5 суток, 30 мая Мосгорсуд рассмотрел апелляцию и оставил в силе решение суда первой инстанции[164].
3. Акция в поддержку журналиста «Медузы» Ивана Голунова и против полицейского произвола 12 июня 2019 года. 27 июня суд назначил Котову штраф 20 тысяч рублей по ч. 6.1 ст. 20.2 КоАП РФ[165].
4. Призыв к участию в акции 15 июля на Трубной площади в поддержку незарегистрированных кандидатов в Мосгордуму на своей странице в Facebook. 26 июля суд арестовал Котова на 10 суток по ч. 2 ст. 20.2 КоАП РФ[166].

#### Хронология
- 10 августа после согласованного митинга на проспекте Сахарова Константин вместе с частью протестующих продолжил шествие в сторону Старой площади. Его задержали и оставили на две ночи в ОВД «Соколиная гора».
- 12 августа его отпустили под обязательство о явке для встречи с представителем Следственного комитета, а уже через несколько часов силовики выкрутили ему руки, повалили на землю и отвезли на допрос. В четыре часа утра в доме Котова провели обыск. В этот же день возбуждено уголовное дело[167].
- 13 августа — предъявление обвинения.
- 14 августа — Пресненский районный суд избрал меру пресечения в виде заключения под стражу на 2 месяца[168].
- 3 сентября — первое заседание по существу в Тверском районном суде[169].
- 5 сентября — Тверской районный суд приговорил Котова к 4 годам лишения свободы в колонии общего режима[170][171].
- 14 октября — Мосгорсуд рассмотрел апелляцию и оставил в силе решение суда первой инстанции[172][173].
- 2 марта 2020 года — Второй кассационный суд общей юрисдикции отменил приговор Котову и вернул дело на пересмотр в Мосгорсуд[174].
- 20 апреля 2020 года — Мосгорсуд рассмотрел апелляцию и снизил наказание до 1,5 лет лишения свободы в колонии общего режима[175].
- 24 сентября 2020 года — Второй кассационный суд общей юрисдикции рассмотрел вторую кассационную жалобу и оставил приговор в силе[176].
- 16 декабря 2020 года — Котов вышел на свободу из колонии в городе Покрове Владимирской области[177][178][179].

19 декабря 2019 года в ходе пресс-конференции Путин пообещал изучить дело Котова. 25 января 2020 года он поручил новому генпрокурору Игорю Краснову проверить приговор Константину Котову.

### Павел Устинов

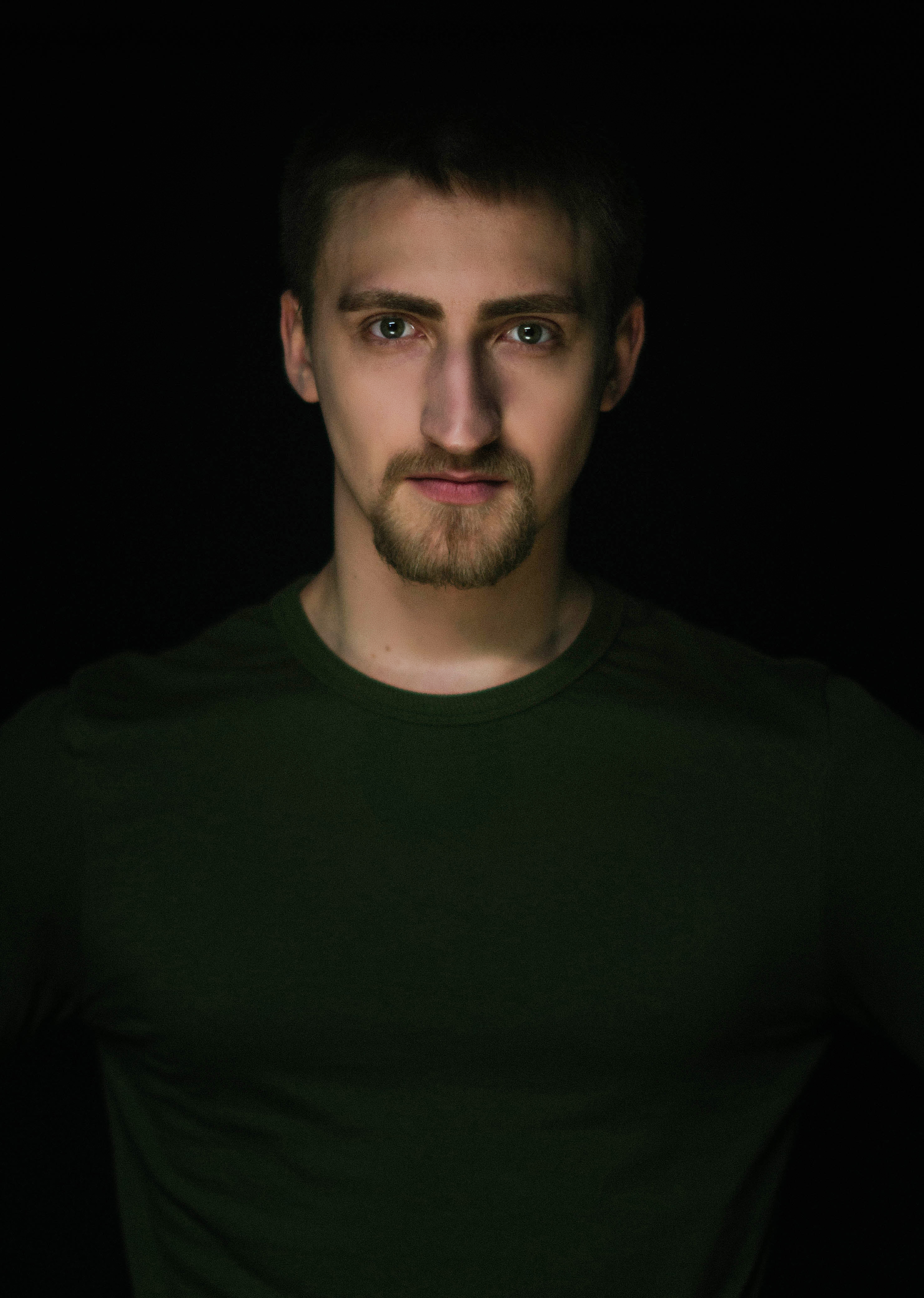
Павел Устинов, 1 год условно

23 года на момент задержания. Родился в Дудинке Красноярского края, не женат, детей не имеет, зарегистрирован в Щёлково. Служил в Росгвардии, окончил Высшую школу сценических искусств Константина Райкина.

#### Обвинение
Следствие считает, что Устинов вывихнул плечо росгвардейцу при своём задержании.

#### Хронология
- 3 августа — несогласованное шествие. Устинова задерживают.
- 4 августа — возбуждено уголовное дело по ч. 1 ст. 318 УК РФ
- 5 августа — Тверской районный суд избрал меру пресечения в виде заключения под стражу на 2 месяца[182].
- 23 августа — Мосгорсуд рассмотрел апелляцию по избранию меры пресечения и оставил в силе решение суда первой инстанции[183].
- 29 августа — Люблинский районный суд, рассмотрев административное дело в отношении Павла Устинова признал его виновным по ч. 5 ст. 20.2 КоАП РФ, приговорив к штрафу 10 000 рублей[184].
- 6 сентября — Тверской районный суд начал рассмотрение уголовного дела в отношении Устинова по существу[185].
- 12 сентября — заседание в Тверском районном суде[186].
- 13 сентября — Тверской районный суд. Оглашение приговора перенесено.
- 16 сентября — Тверской районный суд (судья Криворучко, Алексей Вячеславович) признал Устинова виновным по ч. 2 ст. 318 УК РФ и приговорил к 3,5 годам лишения свободы с отбыванием наказания в колонии общего режиме[187].
- 20 сентября — Мосгорсуд рассмотрел апелляцию на избрание меры пресечения и отпустил Устинова под подписку о невыезде[188][189].
- 26 сентября — Мосгорсуд отложил заседание до 30 сентября[190].
- 30 сентября — Мосгорсуд изменил приговор суда первой инстанции и приговорил Устинова к одному году лишения свободы условно с двумя годами испытательного срока[191].

### Эдуард Малышевский
47 лет на момент задержания, работал мастером по ремонту. Родился в Казахстане. Имел 4 погашенные судимости. У Малышевского есть 16-летняя дочь от первого брака, которую он обеспечивал; в его новой семье — двое приёмных сыновей.

#### Обвинение
По версии следствия, находясь в автозаке на Тверской улице, выдавил стекло, которое упало на командира отделения второго оперативного полка ГУ МВД по Москве, причинив ему боль.

#### Хронология
- 27 июля — задержан на митинге.
- 29 июля — осуждён Тверским судом за мелкое хулиганство (ч. 2 ст. 20.1 КоАП РФ) на 13 суток[194].
- 30 августа — задержан как подозреваемый по уголовному делу (ч. 1 ст. 318 УК РФ). Басманный районный суд избрал меру пресечения — 2 месяца под стражей[195].
- 4 сентября — Мосгорсуд рассмотрел апелляцию на приговор по административному делу[196].
- 26 сентября — Следственный комитет предъявил окончательное обвинение[197].
- 6 ноября — Тверской районный суд начал рассматривать дело по существу[198][199].
- 20 ноября — Мосгорсуд рассмотрел апелляцию на продление меры пресечения и оставил в силе решение суда первой инстанции[200].
- 29 ноября — второе открытое заседание по существу в Тверском районном суде[201]. Были допрошены свидетели и сам Малышевский.
- 9 декабря — Тверской районный суд (судья Анатолий Беляков) приговорил Малышевского к трём годам лишения свободы с отбыванием наказания в колонии общего режима[202][203].
- 29 января — Мосгорсуд рассмотрел апелляцию и смягчил наказание до 2 лет 9 месяцев лишения свободы[204].
- 5 августа 2020 года — Второй кассационный суд оставил без изменения приговор и апелляционное постановление[205].
- 14 марта 2022 года — вышел на свободу из колонии[206].

### Никита Чирцов
22 года на момент задержания, предприниматель.

#### Обвинение
По версии следствия толкнул полицейского двумя руками в область грудной клетки.

#### Хронология
- 27 июля — задержан на митинге, отпущен после составления протокола об административном нарушении
- 6 августа — Лефортовский суд рассмотрел административное дело по ч. 5 ст. 20.2 КоАП РФ и назначил штраф 12 тысяч рублей[207].
- 28 августа — задержан в Минске[208].
- 30 августа — выслали из Беларуси в Москву, потому что он находился в розыске[209].
- 2 сентября — задержание[210].
- 3 сентября — Басманный районный суд избрал меру пресечения в виде заключения под стражу на 2 месяца[211][212].
- 30 сентября — Мосгорсуд рассмотрел на избрание меры пресечения и оставил в силе решение суда первой инстанции[213].
- 21 октября — Басманный районный суд продлил содержание под стражей до 27 января 2020 года[214][215].
- 7 ноября — Мосгорсуд рассмотрел апелляцию на продление ареста и оставил в силе решение суда первой инстанции[216][217].
- 12 ноября — первое заседание по существу в Тверском районном суде[218][219]. Содержание под стражей продлено до 20 апреля 2020 года.
- 5 декабря — второе заседание по существу в Тверском районном суде, на котором была изучена видеозапись. Прокуратура запросила 3,5 года лишения свободы[220].
- 6 декабря — Тверской районный суд приговорил Чирцова к одному году лишения свободы[221].
- 11 декабря — Мосгорсуд рассмотрел апелляцию на продление ареста и оставил в силе решение суда первой инстанции[222].
- 13 апреля 2020 года — Мосгорсуд рассмотрел апелляцию на приговор и снизил наказание до 11 месяцев лишения свободы[223].
- 20 апреля 2020 года — Чирцов освобождён из ФКУ СИЗО-1 УФСИН России по Курской области[224].

### Владислав Синица
Владиславу Синице на момент задержания было 30 лет. Работал финансовым менеджером. Окончил Финансовый университет при Правительстве РФ.

#### Обвинение
В ходе протестов в июле 2019 года полицейские и росгвардейцы начали скрывать лица и номера на полицейских жетонах. В те же дни начали появляться проекты по опознанию сотрудников по фотографиям и видео. 30 июля в твиттере «Голос Мордора» появился следующий твит:
Твари на полном серьёзе вычисляют по субботним снимкам и фото из соцсетей сотрудников полиции и ОМОН. Мне вот только интересно, как эти трусливые тщедушные дрищи собираются им мстить. Ох, не надо бы вам их задирать. В следующий раз они могут быть не такими добрыми и вежливыми.
31 июля Синица в своём Twitter-аккаунте ответил на него следующим образом:
Посмотрят на милые счастливые семейные фото, изучат геолокацию, а дальше ребёнок доблестного защитника правопорядка просто однажды не приходит из школы. Вместо ребёнка по почте приходит компакт-диск со снафф-видео. Вы как будто первый день на свете живёте, задавая такие вопросы!)
Следствие трактовало этот твит как возбуждение ненависти либо вражды с угрозой применения насилия в отношении сотрудников правоохранительных органов и их близких родственников (п. «а» ч. 2 ст. 282 УК РФ). На суде свидетели из Росгвардии рассказали, что восприняли твит как угрозу. Синица не признал вину.

#### Хронология
- 31 июля — публикация твита.
- 3 августа — задержание и возбуждение уголовного дела.
- 5 августа — Басманный районный суд избрал меру пресечения в виде заключения под стражу до 3 октября[227][228].
- 15 августа — Мосгорсуд рассмотрел апелляцию по избранию меры пресечения и оставил в силе решение суда первой инстанции[229].
- 2 сентября — первое заседание по существу в Пресненском районном суде. Прокуратура запросила 6 лет лишения свободы в колонии общего режима[230].
- 3 сентября — Пресненский районный суд приговорил Синицу к 5 годам лишения свободы в колонии общего режима[231][232].
- 3 октября — Мосгорсуд рассмотрел апелляцию и оставил в силе приговор суда первой инстанции[233][234].
- 11 декабря — в СМИ появилась информация о том, что Синицу внесли в список экстремистов Росфинмониторинга, из-за чего банковские счета и карты осуждённого в России будут заблокированы[235].
- 29 января — Второй кассационный суд в Москве оставил приговор без изменений[236].

### Андрей Баршай
21 год на момент задержания. Студент третьего курса Московского авиационного института, круглый отличник. Помимо этого он на волонтёрских началах преподавал в физико-математической школе МАИ. Баршай был одним из подписантов открытого письма студентов вузов за освобождение политзаключённых и против «московского дела».

#### Обвинение
Относится ко второй волне задержанных по «московскому делу». Один из восьми фигурантов, чьё уголовное преследование связано с участием в событиях 27 июля на углу Рождественки и Театрального проезда (у «Детского мира»). Обвиняется в том, что толкнул нацгвардейца (ч. 1 ст. 318 УК РФ). По версии следствия Баршай, находясь на улице Рождественка около шести часов вечера, умышленно «разбежался, сгруппировался, прижав руки к своему телу и с разбега прыгнул на сержанта полиции Козлова» и нанёс ему плечом удар в спину. Вину не признал.

#### Хронология
- 27 июля — участвовал в митинге, не был задержан.
- 10 августа — задержан на митинге и доставлен в ОВД «Хамовники».
- 15 августа — Хамовнический районный суд выписал Баршаю штраф 15 тысяч рублей по ч. 5 ст. 20.2 КоАП РФ[239].
- 14 октября — обыск и задержание[240].
- 16 октября — Басманный районный суд избрал меру пресечения в виде заключения под стражу до 14 декабря[241][242].
- 24 октября — адвокат Баршая Мансур Гильманов заявил, что на его подзащитного оказывают давление сокамерники в ИВС[243].
- 25 октября — была проведена амбулаторная психиатрическая экспертиза в психиатрической больнице № 1 имени Н. А. Алексеева, после чего Баршай был переведён в СИЗО; следствие приняло решение о проведении стационарной психиатрической экспертизы[244].
- 7 ноября — Мосгорсуд рассмотрел апелляцию на избрание меры пресечения и оставил в силе решение суда первой инстанции[245][246].
- 27 ноября — Андрея Баршая направили на стационарную психиатрическую экспертизу в центр Сербского[247][248].
- 5 декабря — Басманный районный суд заочно продлил меру пресечения в виде заключения под стражу до 27 января 2020 года[249][250].
- 27 декабря — адвокатам стало известно об окончании стационарной психиатрической экспертизы и переводе Андрея Баршая из центра Сербского обратно в СИЗО[251][252].
- 22 января — рассмотрев апелляционную жалобу защиты на принятое 5 декабря решение Басманного суда о продлении ареста до 27 января, Мосгорсуд отменил это решение в связи с процессуальными нарушениями и вернул материалы дела в суд первой инстанции на новое рассмотрение. При этом Баршай не был освобождён из под стражи[253][254].
- 23 января в Басманном суде состоялись два заседания: повторное рассмотрение ходатайства следователя о продлении ареста до 27 января (судья Ирина Вырышева) и рассмотрение нового ходатайства о продлении ареста до 27 февраля (судья Валентина Левашова). Оба ходатайства были удовлетворены, таким образом Баршай оставлен под стражей до 27 февраля[255][256][257].
- 18 февраля — Мещанский районный суд приговорил Баршая к трём годам лишения свободы условно[258].

### Владимир Емельянов
27 лет на момент задержания. Работал в магазине мерчендайзером, имеет среднее специальное образование, окончил Московскую финансово-промышленную академию. Емельянов страдает астмой, финансово обеспечивает 74-летнюю бабушку и 91-летнюю прабабушку.

#### Обвинение
Относится ко второй волне задержанных по «московскому делу». Один из восьми фигурантов «московского дела», чьё уголовное преследование связано с участием в событиях 27 июля на углу Рождественки и Театрального проезда (у «Детского мира»). Обвиняется в том, что схватил росгвардейца за жилет и «потянул на себя» (ч. 1 ст. 318 УК РФ). На видео видно, как Емельянов пытается оттащить росгвардейца, бьющего людей резиновой дубинкой, после чего сам получает несколько ударов дубинкой. Вину не признал.

#### Хронология
- 27 июля — участвовал в митинге, не был задержан.
- 14 октября — обыск и задержание[240].
- 16 октября — Басманный районный суд избрал меру пресечения в виде заключения под стражу до 14 декабря[241][260].
- 7 ноября — Мосгорсуд рассмотрел апелляцию на избрание меры пресечения и вернул дело в суд первой инстанции для обеспечения возможности защиты подать замечания на протокол судебного заседания[261].
- 13 ноября — предварительное заседание в Мещанском районном суде[262].
- 18 ноября — Мосгорсуд рассмотрел апелляцию на избрание меры пресечения и оставил в силе решение суда первой инстанции[263][264].
- 26 ноября — первое открытое заседание в Мещанском районном суде[265].
- 4 декабря — второе открытое заседание в Мещанском районном суде[266].
- 6 декабря — Мещанский районный суд признал Емельянова виновным и назначил наказание в виде 2 года лишения свободы условно и 3 года испытательного срока[267][268].

### Егор Лесных
35 лет на момент задержания. Родился в городе Волжский Волгоградской области, несколько лет живёт и работает в Москве. Окончил Волжский политехнический техникум, самозанятый — занимался ремонтом квартир. Егор занимался благотворительностью, организовывал акции движения «Еда вместо бомб», на протяжении десяти лет регулярно сдавал кровь, занимался зоозащитой и борьбой за права животных, организовывал панк-концерты.

#### Обвинение
Относится ко второй волне задержанных по «московскому делу». Один из восьми фигурантов «московского дела», чьё уголовное преследование связано с участием в событиях 27 июля на углу Рождественки и Театрального проезда (у «Детского мира»). По версии следствия, пнул бойца ОМОН Фёдорова «в нижнюю часть спины справа», а также вместе с Александром Мыльниковым и Максимом Мартинцовым повалил ещё одного правоохранителя на землю (ч. 1 ст. 318 УК РФ). На видео видно, как Лесных пытается оттащить росгвардейца от лежащих людей. Вину не признал.

#### Хронология
- 27 июля — участвовал в митинге.
- 30 июля — Кунцевский районный суд Москвы оштрафовал Егора на 10 тысяч рублей по ч. 6.1 ст. 20.2 КоАП РФ за участие в несанкционированном митинге[271].
- 14 октября — обыск и задержание[240].
- 16 октября — Басманный районный суд избрал меру пресечения в виде заключения под стражу до 14 декабря[241][272].
- 7 ноября — стало известно, что уголовное дело в отношении Лесных объединено в одно дело с делами Мыльникова и Мартинцова. Им предъявлено обвинение в насилии, совершённое группой лиц[12].
- 18 ноября — Мосгорсуд рассмотрел апелляцию на избрание меры пресечения и оставил в силе решение суда первой инстанции[273][274].
- 19 ноября — предварительное заседание в Мещанском районном суде[275].
- 27 ноября — первое открытое заседание в Мещанском районном суде[276][277].
- 28 ноября — второе отрытое заседание в Мещанском районном суде[278].
- 3, 4, 5 декабря — три заседания в Мещанском районном суде (каждое длилось до 22 часов)[279][280][281]
- 6 декабря 2019 года — Мещанский районный суд приговорил Егора Лесных к трём годам лишения свободы[282][283]. Во время последнего слова Егор сделал предложение своей девушке[284].
- 31 января 2020 года — Мосгорсуд рассмотрел апелляцию на приговор и оставил в силе решение суда первой инстанции[285].
- 9 ноября 2020 года — Второй кассационный суд в Москве изменил место отбывания наказания с колонии общего режима на колонию-поселение. Срок заключения оставлен без изменения[286].
- 29 января 2021 года — Волжский городской суд Волгоградской области постановил отпустить Егора Лесных условно-досрочно[287].
- 6 апреля 2021 года — Волгоградский областной суд отменил решение Волжского городского суда и отказал Егору Лесных в УДО.
- 24 июня 2022 года — Лесных вышел на свободу из колонии-поселения[288].

### Максим Мартинцов
26 лет на момент задержания. Имел среднее специальное образование, работал инженером-лаборантом в строительной компании. Проживает в Москве, до ареста финансово поддерживал бабушку и дедушку, которые, как и другие его родственники, живут в Брянской области.

#### Обвинение
Относится ко второй волне задержанных по «московскому делу». Один из восьми фигурантов «московского дела», чьё уголовное преследование связано с участием в событиях 27 июля на углу ул. Рождественки и Театрального проезда (у «Детского мира»). По версии следствия, вместе с Александром Мыльниковым и Егором Лесных повалил росгвардейца на землю (ч. 1 ст. 318 УК РФ). Адвокат Мартинцова Михаил Игнатьев утверждал, что сотрудника Нацгвардии повалил не его подзащитный, и что самого Максима опрокинул на землю другой правоохранитель. Вину не признал.

#### Хронология
- 27 июля — участвовал в митинге, не был задержан.
- 14 октября — обыск и задержание[240].
- 16 октября — Басманный районный суд избрал меру пресечения в виде заключения под стражу до 14 декабря[241][290].
- 7 ноября — стало известно, что уголовное дело в отношении Мартинцова объединено в одно дело с делами Мыльникова и Лесных. Им предъявлено обвинение в насилии, совершённое группой лиц[12].
- 13 ноября — Мосгорсуд рассмотрел апелляцию на избрание меры пресечения и оставил в силе решение суда первой инстанции[291][292].
- 19 ноября — предварительное заседание в Мещанском районном суде[275].
- 27 ноября — первое открытое заседание в Мещанском районном суде[276][277].
- 28 ноября — второе отрытое заседание в Мещанском районном суде[278].
- 3, 4, 5 декабря — три заседания в Мещанском районном суде (каждое длилось до 22 часов)[279][280][281]
- 6 декабря 2019 года — Мещанский районный суд приговорил Максима Мартинцова к 2,5 годам лишения свободы[282][283].
- 31 января 2020 года— Мосгорсуд рассмотрел апелляцию на приговор и оставил в силе решение суда первой инстанции[285].
- 9 ноября 2020 года — Второй кассационный суд в Москве изменил место отбывания наказания с колонии общего режима на колонию-поселение. Срок заключения оставлен без изменения.
- 24 декабря 2021 года — Мартинцов вышел на свободу[293].

### Александр Мыльников
32 года на момент задержания. Москвич, жил в районе Южное Бутово и работал менеджером хозяйственной части в ООО «Эзотерра». Отец троих детей 2014, 2015 и 2018 годов рождения, которые вместе с супругой находились на его содержании, также имел непогашенную ипотеку.

#### Обвинение
Относится ко второй волне задержанных по «московскому делу». Один из восьми фигурантов, чьё уголовное преследование связано с участием в событиях 27 июля на углу Рождественки и Театрального проезда (у «Детского мира»). По версии следствия, вместе с Максимом Мартинцовым и Егором Лесных повалил росгвардейца на землю (ч. 1 ст. 318 УК РФ). На видео видно, как Мыльников пытается оттащить росгвардейца от лежащих людей, после чего сам получает удар дубинкой. Вину не признал.

#### Хронология
- 27 июля — участвовал в митинге, не был задержан.
- 15 октября — обыск и задержание[294].
- 16 октября — Басманный районный суд избрал меру пресечения в виде домашнего ареста до 15 декабря[241].
- 7 ноября — стало известно, что уголовное дело в отношении Мыльникова объединено в одно дело с делами Лесных и Мартинцова. Им предъявлено обвинение в насилии, совершённое группой лиц[12].
- 18 ноября — Мосгорсуд рассмотрел апелляцию на избрание меры пресечения и оставил в силе решение суда первой инстанции[295][296].
- 19 ноября — предварительное заседание в Мещанском районном суде[275].
- 27 ноября — первое открытое заседание в Мещанском районном суде[276][277].
- 28 ноября — второе отрытое заседание в Мещанском районном суде[278].
- 3, 4, 5 декабря — три заседания в Мещанском районном суде (каждое длилось до 22 часов)[279][280][281].
- 6 декабря — Мещанский районный суд приговорил Александра Мыльникова к двум годам лишения свободы условно[282][283].

### Павел Новиков
32 года на момент задержания. Неофициально трудоустроен. Окончил Московский государственный медико-стоматологический университет по специальности ортопедия и стоматология. Не судим, служил.

#### Обвинение
Проанализировав видео, Следственный комитет заключил, что 27 июля в Столешниковом переулке Новиков один раз ударил пластиковой бутылкой, в которой была вода, по голове полицейского кинолога А. Л. Широкого, на котором при этом был шлем, а затем ещё раз ударил его этой бутылкой по правому предплечью.

#### Хронология
- 27 июля — участвовал в митинге, не был задержан.
- 29 октября — задержание и допрос, на котором Новиков дал признательные показания, позже он от них отказался.
- 30 октября — Басманный районный суд избрал меру пресечения в заключения под стражу до 29 декабря[298][299][300], в этот же день закончено следствие[301].
- 18 ноября — Тверской районный суд начал рассматривать дело по существу[302]. Заседание перенесено из-за неявки потерпевшего. Признал вину[303].
- 2 декабря — второе открытое заседание Тверском районном суде. Из-за неявки Новикова по состоянию здоровья заседание перенесено на 4 декабря.
- 4 декабря — открытое заседание Тверском районном суде[304].
- 6 декабря — Тверской районный суд признал Новикова виновным и выписал ему штраф 120 тысяч рублей. Павел освобождён в зале суда[221].

### Алексей Вересов
Родился 20 февраля 1973 года (46 лет на момент задержания). Проживал в селе Якшур-Бодья в Удмуртии. Ранее был судим.
Учился в средней школе и в ПТУ на каменщика.
Алексей — творческий человек, музыкант-самоучка, писал музыку на заказ и аранжировки, дома у него были инструменты для работы с музыкой, написал музыку для гимна села Якшур-Бодья. Работал DJ’ем в клубе.
Алексей постоянно искал возможности подработки на стройках домов, клал камины, работал столяром.
Женат, имеет совершеннолетнюю дочь (19 лет), обучающуюся в Ижевске на очной форме обучения в учебном заведении, которую обеспечивал.

#### Обвинение
Сначала Вересову было предъявлено обвинение по ч. 2 ст. 280 УК РФ. 16 сентября в социальной сети «ВКонтакте» написал комментарий «сожгите его» в адрес судьи Криворучко под новостью о том, что тот приговорил Павла Устинова к 3,5 годам лишения свободы. Признал вину.
Позже обвинение изменили на ч. 1 ст. 296 УК РФ.

#### Хронология
- 12 ноября — задержание, допрос, предъявление обвинения[306].
- 13 ноября — Басманный районный суд избрал меру пресечения в виде содержания под стражей до 11 января 2020 года[307][308].
- 23 декабря — Вересову изменили обвинение на ч. 1 ст. 296 УК РФ и отпустили из СИЗО под подписку о невыезде[309].
- 16 января — Мещанский районный суд присудил Вересову штраф 160 тысяч рублей[310].

### Сергей Половец
Родился 2 декабря 1978 года (40 лет на момент задержания). Проживает в Ногинске.

#### Обвинение
ч. 1 ст. 296 УК РФ. По словам адвоката Григория Червонного, который навестил Сергея в ИВС, Половец сделал ретвит поста с информацией о том, что судья Криворучко приговорил Павла Устинова к 3,5 годам лишения свободы. Вместе с постом в ретвит попал комментарий «судья К., ходи оглядывайся, скоро тебе смерть».

#### Хронология
- 12 ноября — задержание и допрос[306].
- 13 ноября — отпущен под подписку о невыезде[312], при этом Половец дал изобличающие показания на другого фигуранта дела — Евгения Ерзунова[313].
- 24 декабря — Следственный комитет прекратил уголовное дело[314][315].

### Марк Гальперин
Родился 20 апреля 1968 года в Реутове (51 год на момент задержания). Российский общественный деятель, гражданский активист, в прошлом — один из лидеров «Новой оппозиции», бывший член партии ПАРНАС и движения Солидарность, политзаключённый.

#### Обвинение
Судья Реутовского городского суда заменила условный срок оппозиционному активисту Марку Гальперину на реальное лишение свободы. Ранее Гальперин был приговорён к двум годам колонии условно по обвинению в призывах к экстремистской деятельности.
Изменение условного срока на реальный связано с двумя административными делами, заведёнными на него в рамках противостояния летним протестам в Москве.

#### Хронология
- 24 июля — задержан и арестован на 30 суток за призывы участвовать в акции у мэрии Москвы 27 июля. Отбыл 30 суток ареста полностью[318].
- 3 сентября — задержан и арестован на 30 суток за участие в несанкционированном шествии против политических репрессий 31 августа[319].
- 10 октября — Реутовский районный суд продлил на месяц условный срок Марку Гальперину из-за административного ареста перед акцией 27 июля[320].
- 4 декабря — Судья Реутовского городского суда заменила условный срок оппозиционному активисту Марку Гальперину на реальное лишение свободы. Суд постановил отправить Гальперина в колонию-поселение на полтора года с учётом пересчёта срока из-за нахождения под домашним арестом[321].
- 10 февраля 2020 года — Московский областной суд утвердил замену условного срока на реальный[322].
- 25 марта 2021 года — Гальперин вышел на свободу из колонии-поселения[323].

### Евгений Ерзунов
Родился 3 марта 1995 года (24 года на момент задержания). Окончил МАМИ, женат, есть дочь (1,5 года)[уточнить]. После института работал в «МВидео» сначала продавцом, потом был старшим продавцом, после чего перевёлся в офис и занимался организацией работы промоутеров на территории магазинов «МВидео».

#### Обвинение
Некий паблик в твиттере разместил фото с информацией о том, что судья Криворучко приговорил Павла Устинова к 3,5 годам лишения свободы. Под этим фото Евгений оставил комментарий примерного содержания «судья К., ходи оглядывайся, скоро тебе смерть». Обвинение предъявлено по части 1 статьи 296 УК РФ.

#### Хронология
- 13 ноября — задержание в аэропорту «Внуково»[324], показания на него дал Половец, другой фигурант дела[325].
- 14 ноября — Басманный районный суд избрал меру пресечения в виде заключения под стражу до 11 января 2020 года[326][327]. Признал вину[328].
- 2 декабря — Мосгорсуд начал рассматривать апелляцию на избрание меры. Заседание перенесено на 3 декабря из-за технических неполадок.
- 3 декабря — Мосгорсуд рассмотрел апелляцию на избрание меры пресечения и оставил в силе решение суда первой инстанции[329].
- 24 декабря — Мещанский районный суд признал Ерзунова виновным и назначил штраф 110 тысяч рублей. Евгений освобождён из зала суда[330].

### Сергей Суровцев
30 лет на момент задержания. Выпускник МАИ, работал в компании «Островок», а также занимался IT-бизнесом и стартапами в этой сфере. В частности, он был одним из основателей проекта Shopster Analytics, который отслеживает перемещения посетителей по торговым центрам и магазинам с помощью WiFi.

#### Обвинение
В день задержания 28 ноября Следственный комитет сообщил, что 27 июля 2019 г. на улице Тверской «подняв секцию металлического ограждения, он нанёс ею удар сотруднику Росгвардии, а затем пытался блокировать передвижение других правоохранителей, охранявших общественный порядок. После этого он скрылся среди толпы присутствующих». Позже стало известно, что, по версии следствия, удар был нанесён по пальцам обеих рук военнослужащего Росгвардии Островерхова, при этом Суровцев имел «умысел, направленный на применение насилия, не опасного для здоровья, в отношении представителя власти».

#### Хронология
- 28 ноября — задержание и допрос[333][338].
- 29 ноября — Басманный районный суд избрал меру пресечения в виде содержания под стражей до 27 января 2020 года[339][340][341]. В этот же день позже стало известно о завершении следственных действий, на понедельник 2 декабря назначено ознакомление с материалами дела[342].
- 12 декабря — стало известно, что Сергей Суровцев объявил голодовку в СИЗО «Водник»[336][343]. 26 декабря в его поддержку начат флешмоб с фотографиями еды[344].
- 16 декабря — Мосгорсуд рассмотрел апелляцию на избрание меры пресечения и оставил в силе решение суда первой инстанции[345][346].
- 17 декабря — Тверской районный суд начал рассматривать дело по существу. Допрошены потерпевший и 4 свидетеля обвинения. Суровцев вину не признал[347][348].
- 24 декабря — Тверской районный суд приговорил Суровцева к 2,5 годам лишения свободы в колонии общего режима[349].
- 27 декабря правозащитный центр «Мемориал» признал Суровцева политзаключённым. Обосновывая его невиновность, «Мемориал» отмечает, что когда Суровцев поднял ограждение и пошёл в сторону росгвардейцев, те выставили вперёд руки и схватились за ограждение. При этом умышленного удара по пальцам не было, а «потерпевший» никаких травм не получил и в тот день не придал значения этому инциденту, а физическая боль ничем, кроме его слов, не подтверждается[350][351][352].
- 20 апреля 2020 года — Мосгорсуд рассмотрел апелляцию на приговор и оставил в силе решение суда первой инстанции[353][354].
- 9 апреля 2021 года — Второй кассационный суд смягчил приговор и изменил место отбывания наказания на колонию-поселение[355].
- 30 декабря 2021 года — Суровцев вышел на свободу[356].

### Сергей Меденков

#### Обвинение
Обвиняется в нападении на сотрудника Росгвардии в ходе несанкционированной акции 27 июля (ч. 1 ст. 318 УК РФ). По данным «Медиазоны», уголовное преследование Меденкова связано с тем, что он вместе с Евгением Коваленко потянул за бронежилет сотрудника Росгвардии Салиева. (О событиях на углу Рождественки и Театрального проезда (у «Детского мира») см. выше ).

#### Хронология
- 29 июля — Кунцевский районный суд оштрафовал Меденкова на 10 тысяч рублей по ч. 6.1 ст. 20.2 КоАП РФ за участие в акции 27 июля[359].
- 8 августа был вызван на допрос, где с него взяли объяснения по поводу задержания на акции 27 июля[360].
- 21 ноября — Басманный районный суд заочно арестовал Меденкова[361][362].
- 3 декабря — В СМИ впервые появилась информация о возбуждении уголовного дела против Меденкова, объявлении его в международный розыск и заочном аресте[363][364].
- 26 декабря — «Медиазона» опубликовала рассказ Меденкова. В частности, он рассказал об обстоятельствах участия в событиях 27 июля, а также сообщил, что покинул Россию в сентябре и не собирается возвращаться[358].
- Осенью 2021 года стало известно, что Меденков получил убежище в Литве[365].

### Михаил Квасов
34 года на момент задержания. Житель Воронежа. Женат, есть сын.

#### Обвинение
Обвинение предъявлено по части 1 статьи 296 УК РФ. Квасов оставил несколько агрессивных комментариев в соцсетях о судье Тверского суда Станиславе Минине, который выносил приговор активисту Константину Котову.

#### Хронология
- 10 декабря — задержание и допрос[367].
- 12 декабря — Басманный районный суд направил Квасова в психиатрический стационар на экспертизу[368].
- 4 марта 2020 года — Мещанский районный суд рассмотрел уголовное дело по существу. Прокурор запросил наказание в виде штрафа 300 тысяч рублей[369].
- 5 марта 2020 года — Мещанский районный суд признал Квасова виновным и назначил наказание в виде штрафа 270 тысяч рублей[370].
- 2 июня 2020 года — Мосгорсуд рассмотрел апелляцию и оставил в силе приговор суда первой инстанции[371].

## Реакция
«Московское дело» получило широкий общественный резонанс. О нём писали ведущие СМИ России (Коммерсантъ, Новая Газета, ТАСС, Медиазона, BBC News Русская служба, Интерфакс, Meduza, Дождь, Настоящее Время, Радио Свобода) и мира (BBC, The Guardian), а также правозащитные организации (Human Rights Watch, American Security Project, Freedom House, Amnesty International, ОВД-Инфо). В эфирах федеральных каналов (Россия-1, РЕН ТВ, НТВ) были показаны сюжеты о событиях 27 июля и о фигурантах дела.
После первых задержаний друзья и родственники фигурантов объединились с волонтёрами и правозащитниками и создали проект «Арестанты 212». Были созданы чаты в Telegram для координирования действий, был организован сбор средств на передачи фигурантам и помощь их семьям и родственникам. Ежемесячно каждому арестанту делались передачи на 15 тысяч рублей, а их семьям выделялось по 30 тысяч рублей. Проект по переписке с политическими заключёнными РосУзник предоставил возможность отправлять письма всем фигурантам дела.
Большинство фигурантов бесплатно защищали адвокаты, сотрудничающие с различными правозащитными организациями: «ОВД-Инфо», «Правозащита Открытки», «Агора».
Представители разных профессий написали открытые письма с требованием прекратить политические преследования: врачи, правозащитники, студенты, священники, учителя, программисты, книгоиздатели, благотворители, юристы, журналисты, рэперы.
10 августа, после первой волны задержаний, на проспекте Сахарова состоялся согласованный митинг в поддержку политзаключённых, на котором было 50 тысяч человек.
12 августа 29 членов СПЧ из 50 выступили с заявлением, в котором осудили насилие, применённое российскими силовиками при разгоне протестных акций последних недель в Москве. Некоторые члены СПЧ выступили личными поручителями на судах по избранию меры пресечения фигурантам дела.
13 августа СПЧ обратился к Генеральному прокурору с просьбой проверить обоснованность возбуждения уголовного дела о массовых беспорядках, отметив при этом, что «в результате анализа сведений, полученных как в ходе личного наблюдения, так и мониторинга информационных ресурсов», членами СПЧ признаков массовых беспорядков на акции 27 июля обнаружено не было.
4 сентября правозащитный центр «Мемориал» признал политзаключёнными девятерых фигурантов.
18 сентября около Администрации президента на Ильинке начались ежедневные одиночные пикеты в поддержку Павла Устинова и других фигурантов.
29 сентября на проспекте Сахарова состоялся ещё один согласованный митинг, на котором было 25 тысяч человек.
3 октября в московском офисе партии «Яблоко» состоялся благотворительный аукцион, все собранные средства были переданы волонтёрам проекта «Арестанты 212».
Было проведено несколько еженедельных пикетов у десятков станций метро.
21 октября президент Путин подписал указ о назначении председателем СПЧ журналиста, бывшего главу Общественной палаты РФ и собственное доверенное лицо на президентских выборах 2012 года Валерия Фадеева и освободил с этой должности Михаила Федотова; Совет также покинули политолог Екатерина Шульман, глава правозащитной организации «Агора» Павел Чиков, профессор ВШЭ Илья Шаблинский, которые неоднократно выступали за прекращение уголовного преследования всех задержанных по «московскому делу» и готовили предложение о включении обвиняемых в амнистию по поводу 75-летия Победы в Великой Отечественной войне.
4 ноября родственники фигурантов дела «Нового величия», дела «Сети», «Московского дела», «Ростовского дела», дела Азата Мифтахова и дел мусульман объединились в движение «Матери против политических репрессий».
6 ноября рэпер Oxxxymiron выпустил трек совместно с Самариддином Раджабовым (использованы диктофонные записи из зала суда).
13 ноября новый глава СПЧ Валерий Фадеев сообщил, что попросит Генпрокуратуру и Следственный комитет оценить соразмерность наказания некоторым фигурантам т. н. «московского дела».
В защиту фигурантов были созданы петиции на сайте Change.org, которые собрали сотни тысяч подписей.
20 ноября правозащитный центр «Мемориал» признал политзаключёнными ещё шестерых фигурантов.
Мэр Москвы Сергей Собянин назвал протестную акцию 27 июля «массовыми беспорядками, заранее спланированными и хорошо подготовленными», заявив об адекватном применении силы органами правопорядка (которых отдельно поблагодарил) и обвинив участников акции в том, что они сами вынудили применить к ним силу. В дальнейшем он сравнивал летние московские митинги с Евромайданом и протестами в Барселоне, Гонконге и Париже.
10 декабря 2019 года в ходе встречи президента РФ и СПЧ были озвучены новые оценки московского дела:
- новый глава СПЧ Валерий Фадеев заявил: на летних акциях произошли «массовые беспорядки», а в большинстве приговоров по «московскому делу» суды проявили «соразмерность». При этом он отметил, что «брошенный в сторону полиции бумажный стаканчик не должен приводить к тюремному сроку».
- президент РФ Владимир Путин в ответ заявил Фадееву, что если не наказывать за брошенный стаканчик, то потом протестующие начнут бросать стеклянные бутылки и камни: «а потом стрелять начнут и громить магазины. Мы не должны допустить этого».

11 декабря Фадеев выступил против внесения осуждённых в списки на амнистию к 75-летию Победы. Также он выступил против сравнения прошедших летом акций протеста с событиями в Москве 1993 года, когда участвовавшие в вооружённом противостоянии между оппозицией и силовиками в итоге были амнистированы.
11 декабря «Мемориал» признал Владислава Синицу политзаключённым. Правозащитники посчитали твит Синицы «неуместным и некорректным», но не увидели в нём возбуждения вражды или ненависти.
12 декабря газета «Коммерсант» сообщила о решении Валерия Фадеева не показывать Владимиру Путину доклад члена СПЧ Николая Сванидзе о летних протестах и «московском деле», тезисная часть которого была представлена 10 декабря. При этом для этого появилась новая процедура — принятие документа членами СПЧ, не существовавшая ранее.
27 декабря «Ведомости» подвели итоги ежегодного голосования «Персона года». В номинации «Частное лицо» победили Егор Жуков (по мнению редакции) и Константин Котов (по мнению читателей).
23 января 2020 года рэпер Face опубликовал на своём YouTube-канале ролик о том, как сделать передачу продуктов в СИЗО.

### Список петиций в защиту фигурантов дела
В защиту фигурантов дела были созданы петиции:
- Петиция Новой Газеты с требованием прекратить уголовное дело против участников мирной акции 27 июля 2019 года в Москве
- Петиция за отмену «дадинской» статьи 212.1 Уголовного кодекса РФ и освобождение Константина Котова
- Петиция в защиту Евгения Коваленко
- Петиция в защиту Данила Беглеца
- Петиция в защиту Егора Жукова
- Петиция в защиту Ивана Подкопаева
- Петиция в защиту Сергея Фомина
- Петиция в защиту Кирилла Жукова
- Петиция в защиту Айдара Губайдулина
- Петиция в защиту Самариддина Раджабова
- Петиция в защиту Владислава Синицы
- Петиция в защиту Никиты Чирцова
- Петиция в защиту Павла Устинова
- Петиция в защиту Андрея Баршая
- Петиция в защиту Владимира Емельянова
- Петиция в защиту Егора Лесных, Максима Мартинцова и Александра Мыльникова

## Увольнение старшего следователя
3 января 2022 года из Следственного комитета России указом президента Владимира Путина был уволен старший следователь Рустам Габдулин, он руководил группой следователей, которые вели Московское дело. Также известно, что он руководил множеством других резонансных дел: «Болотной», «Зимней вишней» и другими.